# Julien Busson
Pour les articles homonymes, voir Busson.
Julien Busson, né à Dinan en 11 mai 1717 et mort le 7 janvier 1781, est un médecin français.

## Biographie
Fils de négociants, Busson fit ses études à Paris et fut d’abord destiné à l’état ecclésiastique, dont il se dégoûta bientôt. Il se livra alors avec ardeur à la médecine et, en 1742, il fut reçu docteur de la faculté de Paris. La duchesse du Maine le fit son lecteur et son médecin ordinaire, mais la fatigue que lui occasionnèrent emplois et ses travaux habituels détruisirent sa santé. Il vint respirer l’air natal pour la rétablir et se fixa ensuite à Rennes.
Nommé successivement par les États de Bretagne médecin de la mine de Pont-Péan, inspecteur des hôpitaux civils et militaire de Bretagne, secrétaire de la société d'agriculture, il quitta Rennes pendant les troubles parlementaires de 1769, et revint à Paris. Il fut nommé médecin de la comtesse d'Artois.
Doué d’une mémoire prodigieuse, d’une élocution facile et de cette aisance que donne la bonne compagnie, Busson avait épousé une demoiselle d’honneur de la duchesse du Maine qui lui donna une famille nombreuse. Il mourut, à l’âge de soixante-quatre ans, d’un polype au nez, qui résista à tous les efforts de la médecine.
Busson a revu, corrigé et augmenté le Dictionnaire universel de médecine de James, 6 vol. in-fol., 1746 que Diderot, Eidous et Toussaint avaient traduit de l’anglais.
Il a en outre publié plusieurs opuscules relatifs à la médecine, dans lesquels il fait preuve d’un grand talent d’observation.

## Sources
- Joseph-François Michaud, Louis-Gabriel Michaud, Biographie universelle, Paris, Michaud frères, tome 6, 1812, p. 372-373.